# Gavin Baddeley
Pour les articles homonymes, voir Baddeley.
Gavin Baddeley  est un révérend de l'Église de Satan, un journaliste et un écrivain britannique né le 28 décembre 1966.

## Biographie
Il a travaillé pour The Observer et  Metal Hammer et est par ailleurs un commentateur de l'occulte pour la BBC et Channel 4.